# Ayvaz (Çardak)
Ayvaz ist ein Dorf im Landkreis Çardak der türkischen Provinz Denizli. Ayvaz liegt etwa 73 km östlich der Provinzhauptstadt Denizli und 15 km südöstlich von Çardak. Ayvaz hatte laut der letzten Volkszählung 35 Einwohner (Stand Ende Dezember 2010).